# ユーリ・ルシコフ
ユーリ・ミハイロヴィチ・ルシコフ（ロシア語: Ю́рий Миха́йлович Лужко́в, ラテン文字転写: Yurii Mikhailovich Luzhkov, 1936年9月21日 - 2019年12月10日）は、ソビエト連邦及び、ロシアの政治家。モスクワ市長（第2代）を18年間務めた。

## 経歴
1936年9月21日、モスクワに大工の家庭に生まれる。1958年にモスクワ石油ガス化学工業大学を卒業。大学卒業後、勤務していたプラスチック研究所で有能さを買われて化学工業省の部長に抜擢される。1968年にソ連共産党に入党。1980年に生産合同「ネフチヒムアヴトマーチカ」総支配人となる。1977年にはモスクワ市ソビエト（市議会）代議員に選出されているが、以後、モスクワ市人民委員会執行委員会第一副議長、モスクワ市共産党第一書記、ロシア共和国最高会議代議員を歴任する。1990年4月にモスクワ市人民委員会執行委員会議長代行となり、ミハイル・ゴルバチョフ時代の急進改革派としても知られるモスクワ市長のガブリール・ポポフによってモスクワ市人民委員会執行委員会議長に任命された。

## モスクワ市長
1991年のソ連8月クーデター後、ソ連国民経済管理委員会（暫定政府）に副議長（副首相）として入り、12月までの短期間であったが、国内商業、対外経済関係、社会政策、農工コンプレックスなどを担当した。この時期は、同じく副議長に任命されたグリゴリー・ヤブリンスキーと親しく、ヤブリンスキーが主導したいくつかの計画に参画した。また、同年6月にポポフ市長によりモスクワ市政府首相に指名された。ポポフ辞任後の1992年6月よりエリツィン大統領にモスクワ市長に任命される。1996年6月の市長選挙では90％を超える得票率で当選。
1998年11月に地方首長を集めて政治ブロック「祖国」を結成し、1999年8月にエフゲニー・プリマコフの「全ロシア」と合同し、「祖国・全ロシア」を結成した。「祖国・全ロシア」は、モスクワ市長として高い評価を得たルシコフと、ロシア金融危機を収束させたプリマコフが連合を組んだため、国民の支持が集まると予想されたものの、実際にはクレムリンの肝いりで政権与党「統一」が結成され、12月の下院国家会議選挙では、統一の追撃と、国営メディアを利用したクレムリンによる中傷により、共産党と統一に次ぐ第三党に甘んじた。下院選挙と同時に実施されたモスクワ市長選挙でルシコフは、71％の得票率で再選された。ルシコフは、選挙後、政権に近づき、「祖国・全ロシア」を「統一」と合流させ、新政治ブロック「統一ロシア」を結成し、ミンチメル・シャイミーエフやセルゲイ・ショイグとともに党最高会議共同議長（党首）に就任した。かくて強力なプーチン政権与党を結成し、2003年の下院選挙で「統一ロシア」は第一党となった。同日実施のモスクワ市長選挙でルシコフは75%の得票率を獲得し三選された。
卓越した行政手腕で市長として高い評価を得ており、モスクワに外国から巨額の投資を呼び込み（ロシア全体の5割に相当）、モスクワを社会主義国家の首都から、資本主義経済下の大都市へと変化させた。一方で、秘密警察チェーカーの創設者ジェルジンスキー像の再建、スターリンのポスターを陳列する計画など国内外で物議を醸す主張も行った。
長期政権化が続く中でクレムリンとの対立が深まり、2010年9月28日にメドヴェージェフ大統領によって解任された。

## 晩年
晩年は家族とともに主にイギリスのロンドンに滞在してクレムリンと距離を置き、2011年にはロシアの野党活動家アレクセイ・ナワリヌイに同情的な発言をしながら「統一ロシアでもロシア自由民主党でも公正ロシアでも右派でもない政党」に投票したと述べた。2016年ロシア下院選挙ではロシア連邦共産党の候補であるウラジミール・コモエドフを支持していた。
2019年12月10日に手術を受けていたドイツのミュンヘンにて83歳で死去した。